# قلعة كاسل رايزينغ
كاسل رايزينغ هي قلعة أثرية من القرون الوسطى تقع في قرية كاسل رايزينغ في نورفولك في إنجلترا. بناها ويليام دوبيني الثاني بعد وقت قصير من عام 1138، والذي ارتقى عبر سلالات النبلاء الأنجلو-نورمان ليصبح إيرل أوف آروندل. أنشأ ويليام بثروته الجديدة قلعة كاسل رايزينغ وحديقة الغزلان المحيطة بها، لتكون عبارة عن مزيج من قلعة وميدان صيد واسع. توارثها أحفاد ويليام قبل أن تنتقل ملكيتها إلى عائلة دي مونتالت في عام 1243. باع آل مونتالت القلعة فيما بعد إلى الملكة إيزابيلا، التي عاشت هناك بعد تداعي سلطتها في عام 1330. توسعت إيزابيلا في مباني القلعة واستمتعت بأسلوب حياة ملكي، محتفية بابنها إدوارد الثالث في عدة مناسبات. مُنح إدوارد، الأمير الأسود، السلطة بعد وفاة والدته، ليشكل جزءًا من دوقية كورنوال.
حظيت القلعة بتقدير متزايد خلال القرن الخامس عشر، بسبب مرافق الصيد التي وفرتها أكثر من دفاعاتها العسكرية. أصاب القلعة بعد ذلك حالة من الإهمال، وبالرغم من تشييد أماكن سكنية جديدة ومرافق خدمية، إلا أنها أصبحت منسية بحلول منتصف القرن السادس عشر. باع هنري الثامن هذه الملكية إلى توماس هوارد، دوق نورفولك، لتُهدم معظم مباني القلعة بعد ذلك. ولم يعاد ترميم القلعة واستصلاحها حتى القرن التاسع عشر، حين انتقلت ملكيتها بالوراثة إلى ماري وفولك جريفيل هوارد. فحص اختصاصيون فيكتوريون الموقع وفُتح بعد ذلك للعامة. انتقلت القلعة في عام 1958 إلى عهدة الدولة، التي أجرت المزيد من أعمال التدعيم بالإضافة إلى برنامج تحقيق أثري. وفي عام 1998، أعادت هيئة التراث الإنجليزي إدارة الموقع إلى مالكه الحالي، البارون هوارد، بارون رايزينغ، الذي واصل تفعيل القلعة بوصفها عامل جذب سياحي.
تتألف القلعة من ثلاثة أفنية مطوقة بأسوار، وكل من هذه الأفنية محمي بساتر ترابي كبير، بمساحة إجمالية تبلغ 5 هكتارات (12 فدانًا)، وهذا ما اعتبره كل من عالمَي الآثار أوليفر كريتون وروبرت هيغام، من أكثر المواقع إثارة للإعجاب في بريطانيا. يوجد ضمن الفناء الداخلي سجن كبير، ربما صمم على غرار قلعة نوريتش. يُبْرز السجن تصميمات رومانسكية شاملة، بما في ذلك دعامات الكتف والقنطرة. يعتقد المؤرخان بيريك مورلي وديفيد غورني أن هذا السجن «واحد من أفضل السجون النورمانية»، بالإضافة إلى أن فائدته العسكرية ورمزيته السياسية قد نوقشتا من قبل الأكاديميين على نطاق واسع. كانت القلعة محاطة في الأصل بمناظر طبيعية مُدارة بعناية، بدءًا بالمدينة المخطط لها أمام القلعة، إلى حديقة الغزلان وجحور الأرانب التي تنتشر خلفًا، بهدف أن تُرى من غرفة الرئيس في السجن الكبير.

## تاريخ

### القرنين الثاني عشر والثالث عشر
بنيت قلعة كاسل رايزينغ بعد وقت قصير من عام 1138 من قبل ويليام دوبيني الثاني، وهو نبيل من الأنجلو-نورمان ارتقى في رتبه، وامتلك قصر سنيتيسهام. تزوج ويليام من أديليزا من لوفان، أرملة الملك هنري الأول في ذلك العام، وأصبح إيرل أوف آروندل في عام 1139. غيّر هذا الأمر من موقعه الاجتماعي، واشتكى أحد المؤرخين في أبرشية والتهام هولي كروس كيف أنه «أصبح مغرورًا بشكل غير محتمل... ونظر بازدراء وفوقية إلى كل شخص رفيع المقام في العالم، باستثناء الملك». بنى الملك ويليام بثروته قلعة كاسل رايزينغ وقلعة نيو باكينهام في نورفولك، ووسع قلعة أروندل في ساسكس الغربية.
كان موقع القلعة على بعد خمسة أميال من ميناء كينغز لين. كان من الممكن الوصول إلى القلعة بالقوارب في القرن الثاني عشر، عبر قناة في نهر بابينجلي المستنقعي الذي يجري بالقرب. بعد غزو النورمان لإنجلترا، مُنحت الأرض للأسقف أودو، إيرل أوف كينت، الذي ربما استخدمها كمركز إداري؛ وقد وجدت العديد من المباني ذات طراز ساكسو-نورمان في موقع القلعة لاحقًا. على الرغم من أن نورفولك كانت منطقة مزدهرة خلال هذه الفترة، إلا أن موقع القلعة لم يكن مهمًا من الناحية الاستراتيجية: أي أنّ الأهمية العسكرية الوحيدة للقلعة، كانت بوصفها نقطة حشد إقليمية، لاسيما أن الأراضي المحيطة بها كانت قليلة السكان مع تربة زراعية حمضية فقيرة. يُعتقد أن ما جذب الملك ويليام إلى هذا الموقع، أنه كان مكانًا رخيصًا وسهلًا لتشييد مبنى أساسي جديد وإنشاء حديقة واسعة للصيد. ناقش المؤرخ ريتشارد هولم أن ما بناه ويليام في الأصل كان عبارة عن «ميدان صيد ضخم» ضمن الموقع.
تطلّب تشييد القلعة مواردًا ضخمة، فقد تضمنت ثلاثة أفنية محمية بأستار ترابية ضخمة وسجن حجري، مع حديقة غزلان ملاصقة للقلعة من الخلف مباشرة. نُقلت المستوطنة الحالية بعيدًا إلى الشمال، كجزء من خطة المشروع، حيث أصبحت مستوطنة مخطط لها متاخمة للقلعة الجديدة. طُوقت كنيسة نورمانية موجودة مسبقًا في الموقع، والتي بنيت نحو عام 1100، بدفاعات القلعة، وبنيت كنيسة رعوية جديدة في سانت لورانس في المدينة بدلًا عنها، على الرغم من احتمالية وجود هذه الكنيسة قبل القلعة أيضًا. تلقّى ويليام تصريحًا من الملك ستيفن ليفتتح دارًا لسك العملة ضمن القلعة في عام 1145، وعلى الأرجح، استقر مجتمع من اليهود في هذه البلدة نتيجة هذا الحدث الإنمائي.
من غير المؤكد عدد المرات التي أقام فيها ويليام بالفعل في قلعته الجديدة. ربما فضّل مع زوجته الإقامة في ممتلكاتهما حول أروندل في جنوب إنجلترا، واختار كل من ويليام وأحفاده قلعة نيو باكينهام، بدلًا من قلعة كاسل رايزينغ، لتكون بمثابة «الرأس»، أو القلعة الرئيسة، لملكياتهم من الأراضي في نورفولك. اندلعت حرب أهلية في إنجلترا دامت طويلًا، عُرفت باسم حرب اللاسلطوية، واستمرت منذ عام 1138 حتى عام 1154، بين أتباع الملك ستيفن والإمبراطورة ماتيلدا، ولم تنتهِ إلا حين ورث ابن ماتيلدا، هنري الثاني المملكة أخيرًا. على الرغم من دعم ويليام لستيفن خلال الحرب، إلا أنه أثبت دعمه المطلق لهنري بعد نهاية الصراع وسمح له بالاحتفاظ بممتلكاته. ضيّق هنري الخناق على عمليات صك العملة في المنطقة، وأغلق المنشأة في كاسل رايزينغ؛ واستقر اليهود المحليون من جديد في كينغز لين. ثم حدثت مرحلة ثانية سريعة من أعمال البناء في القلعة بعد ذلك، ربما في السبعينيات من القرن الثاني عشر، ردًا على تمرد كبير ضد هنري الثاني. دعم ويليام الملك، وقاتلوا ضد المتمردين في معركة فورنهام في سوفولك المجاورة. جرى في هذا الوقت تقريبًا مضاعفة ارتفاع الدفاعات الأرضية ورُفع كذلك المستوى الداخلي للأفنية الغربية لتشكل منصة.
ورث القلعة ويليام دوبيني الثالث، وانتقلت بدورها إلى ابنه ويليام الرابع، ومن ثم حفيده ويليام الخامس. توفي ويليام الخامس في عام 1224، تاركًا ملكية القلعة إلى أخيه هيو. ربما وبحلول هذا الوقت كانت الكنيسة داخل القلعة قد خرجت عن الخدمة كبناء ديني، ووظفت لأغراض علمانية بدلًا من ذلك. إن أعلى جدران السجن البالغ ارتفاعها 3.7 متر (12 قدم) تختلف بشكل واضح عن بقية البناء، وإحدى النظريات لشرح ذلك، هي أن بناء سجن القلعة لم يكتمل في الحقيقة خلال حياة ويليام الثاني، وأن العمل النهائي على الجدران نفذه أحفاده بين عامي 1200 و1230. توفي هيو وليس لديه أطفالًا في عام 1243، لتنتقل ملكية القلعة بعدها إلى روجر دي مونتالت.